# 瑞泽迪佐
瑞泽迪佐（法語：Juzet-d'Izaut，法語發音：[ʒyzɛ dizo]，意为“伊佐的瑞泽”）是法国上加龙省的一个市镇，属于圣戈当区。

## 地理
瑞泽迪佐（42°58'38"N, 0°45'33"E）面积15.74 平方千米，位于法国奧克西塔尼大區上加龙省，该省份为法国西南部内陆省份，西南端与西班牙接壤，自此顺时针与上比利牛斯省、热尔省、塔恩-加龙省、塔恩省、奥德省和阿列日省接壤。
与瑞泽迪佐接壤的市镇（或旧市镇、城区）包括：阿尔邦、阿尔格诺斯、卡佐努、伊佐德洛泰勒、桑古阿涅。
瑞泽迪佐的时区为UTC+01:00、UTC+02:00（夏令时）。

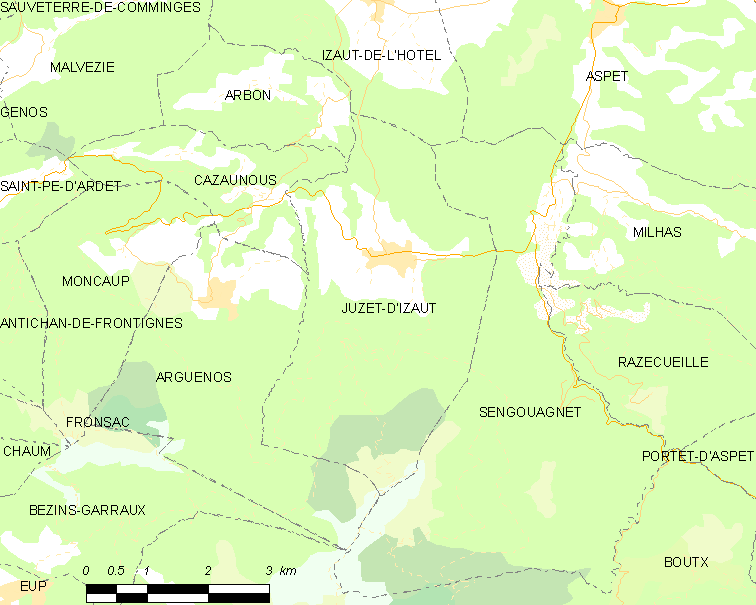
瑞泽迪佐的OSM定位图

## 行政
瑞泽迪佐的邮政编码为31160，INSEE市镇编码为31245。

## 政治
瑞泽迪佐所属的省级选区为巴涅尔德吕雄县。

## 人口

1962-2008年间瑞泽迪佐人口变化图示

瑞泽迪佐于2022年1月1日时的人口数量为181人。